# Ron «Pigpen» McKernan
Ronald Charles McKernan (8 de septiembre de 1945, 8 de marzo de 1973), conocido como Pigpen, fue un músico estadounidense. Fue uno de los miembros fundadores de la banda de rock psicodélico Grateful Dead, banda con la que tocó entre 1965 y 1972. McKernan fue influenciado en su juventud por la música afroamericana, particularmente el blues.
Contrario al resto de músicos de Grateful Dead, McKernan siempre evitó las drogas psicodélicas, decantándose por el consumo de alcohol (preferiblemente whisky y vino). En 1971, su salud se vio afectada por el alcoholismo. Fue hallado muerto a causa de una hemorragia gastrointestinal el 8 de marzo de 1973, a los 27 años de edad. Forma parte de la lista del Club de los 27.

## Discografía
- The Grateful Dead (1967)
- Anthem of the Sun (1968)
- Aoxomoxoa (1969)
- Live/Dead (1969)
- Workingman's Dead (1970)
- American Beauty (1970)
- Grateful Dead (1971)
- Europe '72 (1972)